# Kongō (1878)
La Kongō (比叡  Kongō?) fue un buque, cabeza de su clase, de la Clase Kongō de corbetas acorazadas de vapor y vela de la Armada Imperial Japonesa. La corbeta Kongō recibió su nombre del monte Kongō, en la Prefectura de Nara, Japón. 

## Construcción y características
La Kongō fue diseñada por el arquitecto naval británico Sir Edward James Reed y fue botada en los astilleros Arles Shipyard, de los muelles de Hull, en Yorkshire, Reino Unido, el 17 de abril de 1877. Era una corbeta con aparejo de tres palos y un motor de vapor de doble expansión con seis calderas a una sola hélice.

## Historia operacional
Alistada en enero de 1878, la corbeta Kongō llegó a los muelles de Yokosuka, en Japón, el 26 de abril de 1878, tras su primer crucero desde Reino Unido.
Debido a las tensiones diplomáticas entre Japón y la dinastía Chosŏn de Corea, creadas tras los asesinatos de diversos miembros de la embajada japonesa en Seúl durante el Incidente Imo (Revuelta de militares coreanos en Inchon, 23 de julio de 1882), la Kongō fue asignada a patrullar por las costas de Corea en el verano de 1882, en una demostración de fuerza. Fue nuevamente asignada a patrullar las aguas de la península coreana durante la situación inestable que siguió al Golpe Gapsin, golpe de Estado fallido de tres días, iniciado el 4 de diciembre de 1884, en Corea.

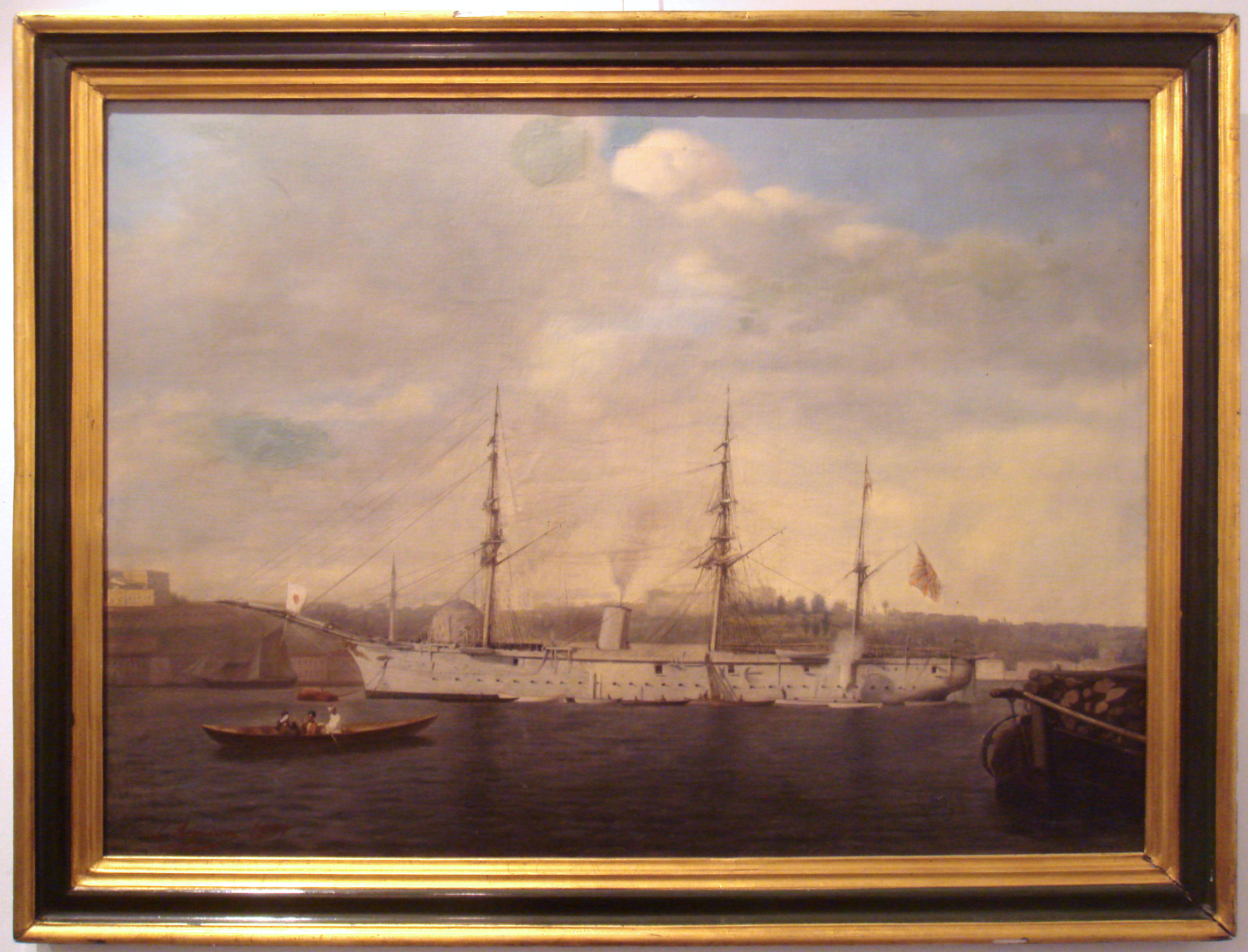
La corbeta japonesa Kongō en Estambul, 1891, tras el incidente Ertuğrul, por Luigi Acquarone (1800-1896).

Entre 1889-1890, la Kongō realizó varios viajes de entrenamiento de larga distancia visitando las islas Hawái siete veces durante este periodo.
De octubre de 1890 a mayo de 1891, junto a su buque gemelo, la corbeta Hiei, visitaron Estambul (Turquía). Los dos buques realizaban una misión de buena voluntad hacia el Imperio otomano, transportando a los miembros de la tripulación superviviente de la fragata turca Ertuğrul, que se hundió en las costas de Wakayama, víctima de un tifón.
La Kongō entró en combate durante la primera guerra sino-japonesa, en las batallas de Lushunkou y Weihaiwei. 
El 21 de marzo de 1898, la corbeta  Kongō  fue reclasificada como cañonero de tercera clase y fue utilizada en labores de vigilancia y patrulla costera.
Durante la guerra ruso-japonesa, la Kongō fue asignada como buque de defensa a la base naval de Chinkai, en la costa sur de Corea, y más tarde a Port Arthur (actual Lüshunkou), tras la caída de esta base en manos japonesas.
Tras la guerra, la Kongō fue asignada a servicios de vigilancia hasta el 20 de julio de 1909, que fue retirada del servicio activo.
Fue vendida para su desguace, que se inició el 1 de abril de 1910.

## Anexos
- Anexo:Buques de la Armada Imperial Japonesa